# Пальмовий ліс Ельче
Пальмераль або пальмовий гай Ельче (ісп. Palmeral de Elche, Валенсійська мова: Palmerar d'Elx) — узагальнена назва, що використовують для позначення системи фінікових садів у місті Ельче (Іспанія).
Зараз на території міста Ельче загалом налічується 97 різних садів, що містять близько 70 000 фінікових пальм, в основному на східному березі річки Віналопо. Це число не включає інші великі плантації, розташовані навколо міста. Разом кількість пальм може бути близько 200 000.
Пальмовий гай охоплює понад 3,5 км², у тому числі 1,5 км² в місті Ельче.
Це єдиний пальмовий гай цього типу в Європі, найпівнічніший з такого роду гаїв і один з найбільших в світі, поступаючись за розмірами гаям у деяких арабських країнах.

## Історія
Перші фінікові пальми в Ельче могли бути посаджені ще в 5 столітті до н. е. карфагенянами, які оселилися в південно-східній Іспанії. Римляни запровадили перші складні форми управління водокористуванням в сільському господарстві. Під маврами місто Ельче змістилось на 7 км від давньоримського міста. Маври здійснили подальший розвиток зрошувальної системи з солонуватою водою з Віналопо, яка в основному і досі використовується для пальмових садів. Формальний стиль пальмового гаю, який все ще існує сьогодні, був створений, коли місто перебувало під мавританським контролем між 7-м і 10-м століттями.
Після Реконкісти християнами (14 століття) розвинувся місцевий промисел з плетіння речовини висохлих пальм для використання у процесії Вербної неділі. Нові поселенці дали і нові поліпшення, такі, як будівництво в 17 столітті дамби на Віналопо за 6 км вище за течією від Ельче, для кращого управління зрошенням пальмового гаю. 

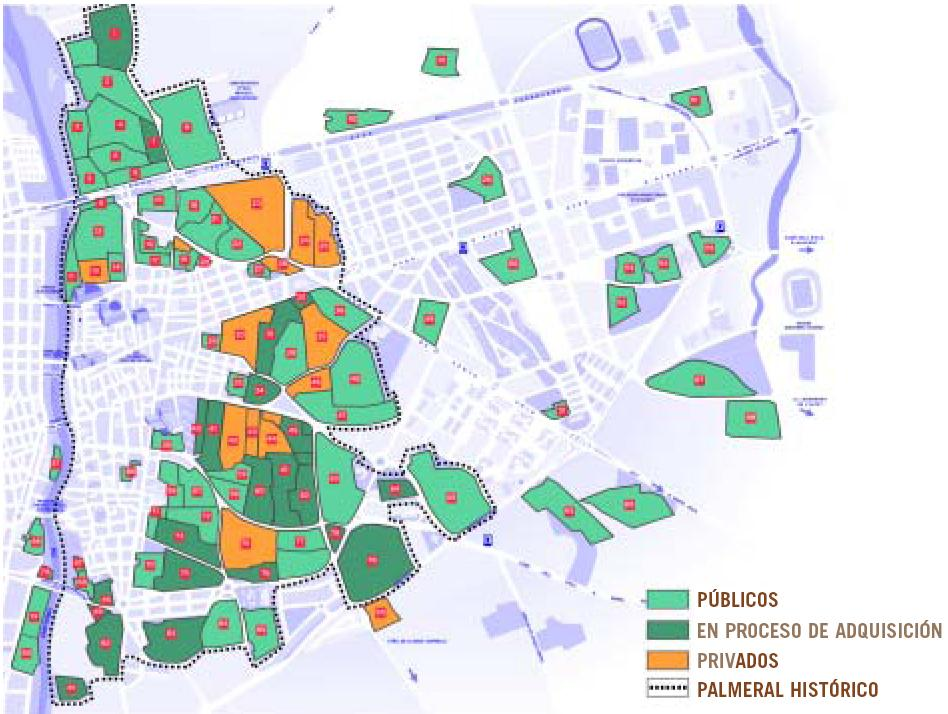
Сади в межах пунктирної лінії є охоронюваною Світовою спадщиною. Позначені зеленим кольором перебувають у державній власності, жовтим - у приватній. Річка Віналопо розташована по лівій межі малюнку

Пальмові гаї утворюють досить компактну групу в східній частині міста. Межі земельних ділянок прямолінійні, тому гаї в основному квадратні чи прямокутні (кілька трикутних) в плані. Вони були обмежені парканами з скручених сухих пальмових листів (cascabots, зараз - рідкість) або оштукатуреними грубими кам'яними стінами висотою 1-2 м, які збереглися. На ділянках розташовані будинки орендарів або власників землі, хоча вони зараз в основному в досить занедбаному стані, оскільки більшість з них були куплені місцевою радою і там ніхто більше не живе; будинки, розташованих на непридбаних земельних ділянках, в основному залишені власниками внаслідок обмежень на використання і реконструкцію таких будинків, встановлених законами про охорону пальмового гаю.
Дерева в гаях висаджені в один або два ряди, вздовж ліній давніх, але діючих, зрошувальних каналів, які мають особливий інтерес для ЮНЕСКО як невід'ємна частина пальмового гаю. З повітря різні ділянки формують нерегулярну сітку.
Історично сади були призначені для виробництва фініків для споживання людиною та годування сільськогосподарських тварин. Тераси, створені на ділянках, традиційно призначались для вирощування більш цінної сільськогосподарської продукції, такої як гранат або овочі, які вигравали від тіні, створеної пальмами навколо них. Це покращувало сільське господарство в регіоні, де влітку температура постійно вище 30 °C, а річна кількість опадів становить всього близько 250 мм.
Коли місто зростало в 17 столітті, деякі сади були вирубані. Цей процес загострився з промисловою революцією і приходом залізниці в 19 столітті. Сільськогосподарська роль була поступово покинута. До другої половини 20-го століття, збір урожаю фініків (який відбувається у листопаді–грудні) став рідкісною активністю в основному для внутрішнього або дуже місцевого споживання.
Однак сади мали прихильність місцевих жителів і були збережені після завершення їх економічної функції; поступово деякі з них були перетворені на громадські сади при дотриманні оригінальних планів.
Зараз пальмові гаї  є більш ландшафтним і культурним надбанням, ніж сільськогосподарськими ділянками. Остання функція фокусується на виробництві «білих пальм»: висушеного пальмового листя для декорування і використання в процесії на Вербну неділю, що продається по всій Іспанії і навіть за кордоном. Пальми є частиною місцевої ідентичності і тому історично представлені в міському гербі (як білі пальми).

## Правовий захист та включення до Світової спадщини ЮНЕСКО
У 1920-ті роки була визнана загроза збереження гаїв і до 1930-х були прийняті перші законодавчі акти з їх охорони. Але де-факто пальмові гаї були значною мірою нерегульовані до 1986 року, коли Валенсійський регіональний уряд видав чинний закон «Про захист пальмового гаю Ельче», який регулює традиційне використання і охорону пальмових гаїв і захищає від будь-яких змін, що потенційно впливають на його традиційне планування та утримання.

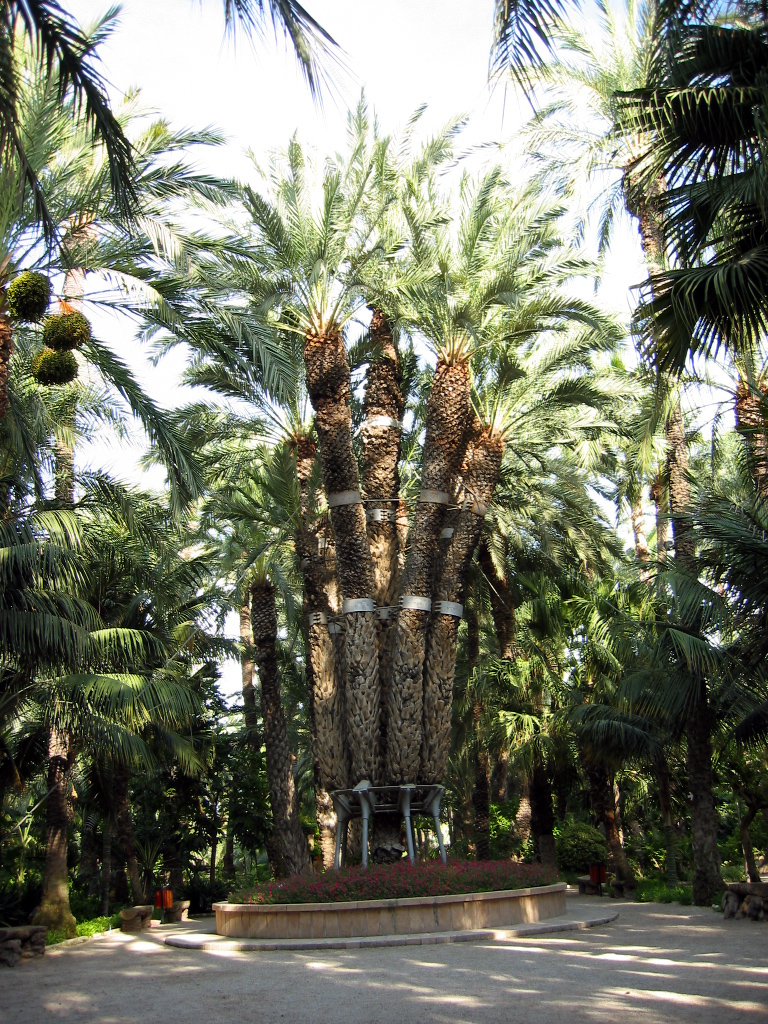
«Імператорська пальма» (Palmera Imperial) у Хорт дель Кура.

У 2000 році ЮНЕСКО визнала Пальмовий Гай об'єктом Світової спадщини, посилаючись на передачу ландшафту і сільськогосподарських практик з однієї культури і континенту на інший (з маврської Північної Африки до християнської Європи).

## Пам'ятки
Окремі дерева у Пальмовому Гаю можуть сягати висоти понад 30 метрів і вік до 300 років.
Відома пальма — «Імператорська» (Palmera Imperial), з 7 стеблами у формі канделябрів. Вона була названа на честь Єлизавети, відомої як Сіссі, дружини австро-угорського імператора Франца Йосифа, яка відвідала плантацію 1894 р. На 2014 рік вік Імператорської пальми оцінюється приблизно в 170 років.

## Загрози
У 2005 році було виявлено, що личинки червоного пальмового довгоносика (Rhynchophorus ferrugineus) заразили деякі дерева, відкладаючи яйця всередині стебел. Зараз Пальмовий Гай перебуває під заходами, направленими на уникнення поширення шкідника, з використанням комбінації біологічних методів боротьби з шкідниками, феромонних пасток та схвалених конкретних пестицидів.

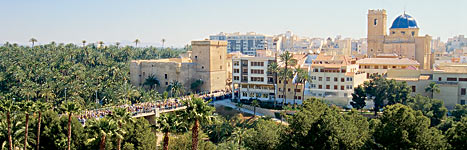
Панорамний вид на Ельче, який показуює пальми в місті.

## Примітки

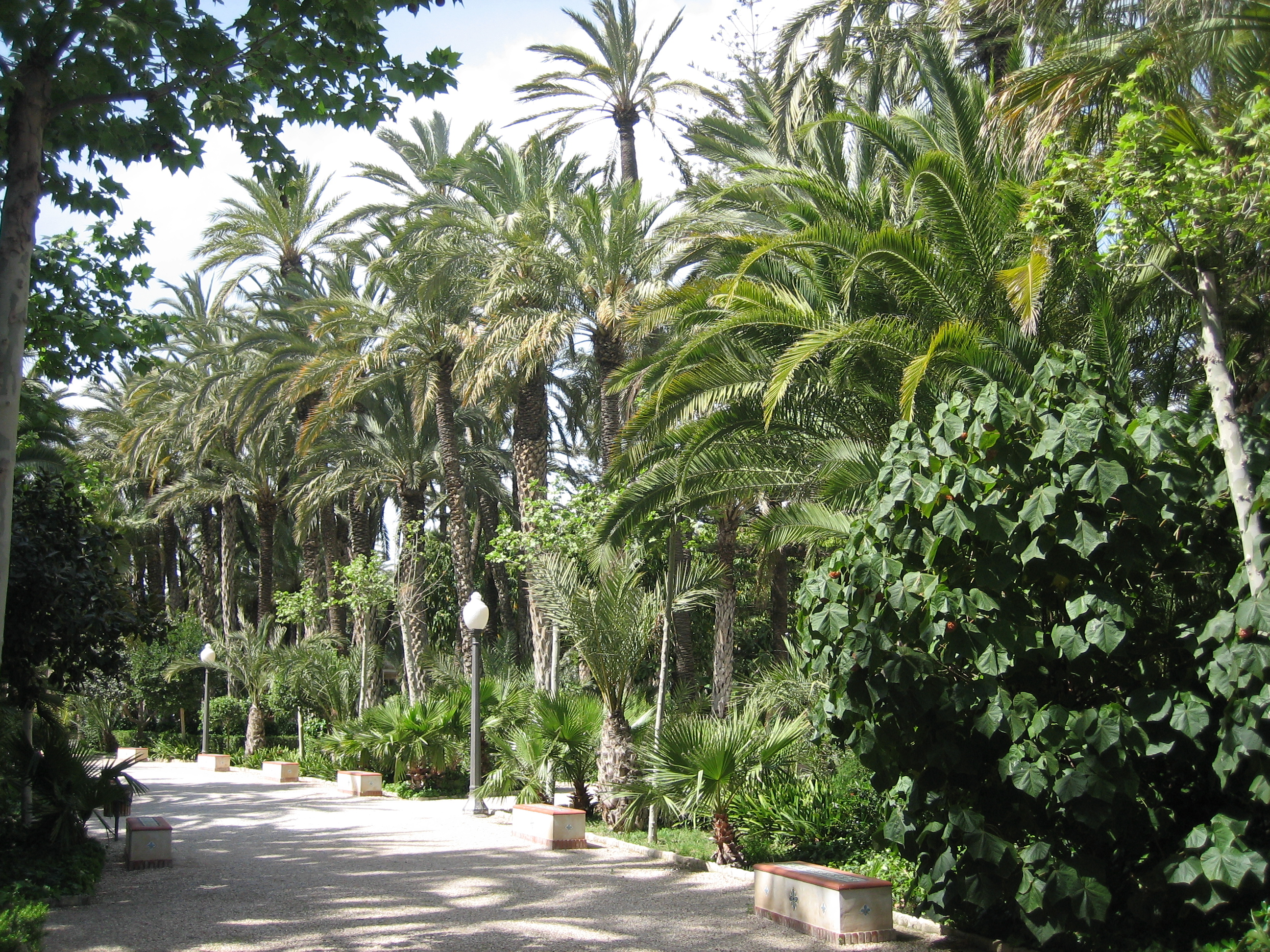
Вид на пальми в Муніципальному парку.